# Bludný balvan Kamienny Potok
Bludný balvan Kamienny Potok, polsky Głaz narzutowy Kamienny Potok, se nachází ve středu kruhového objezdu na ulici Obodrzyców ve čtvrti Kamienny Potok města Sopoty v Pomořském vojvodství v severním Polsku.

## Další informace
Bludný balvan pochází z fennoskandinávie a byl přírodními procesy ledovcem v době ledové dopraven do Polska. V době pohanství zřejmě sloužil jako obětní oltář. Na současné místo byl přemístěn z nedalekého parku na ulici Obodrzyców. Balvan je přírodní památkou.

## Galerie

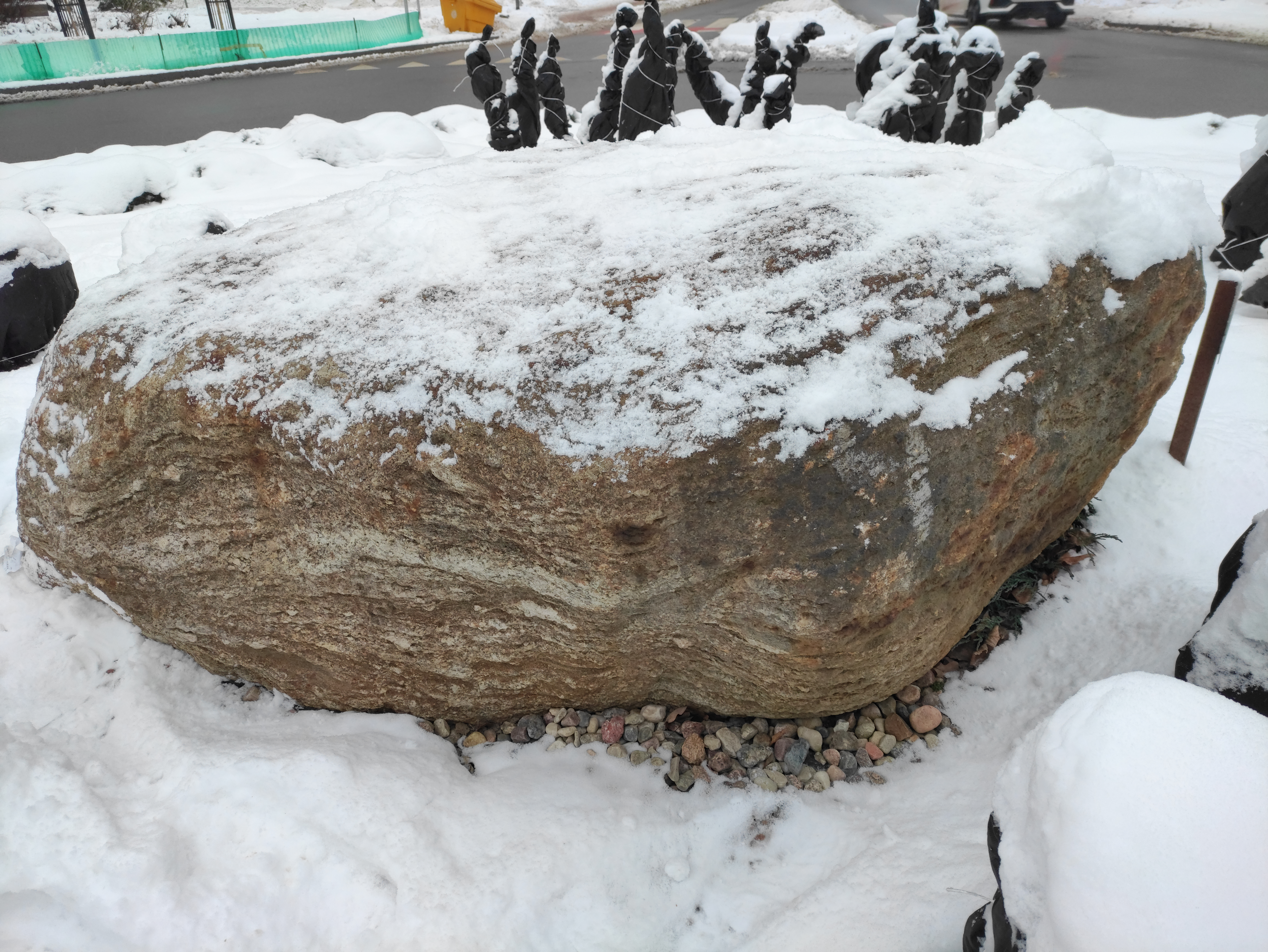
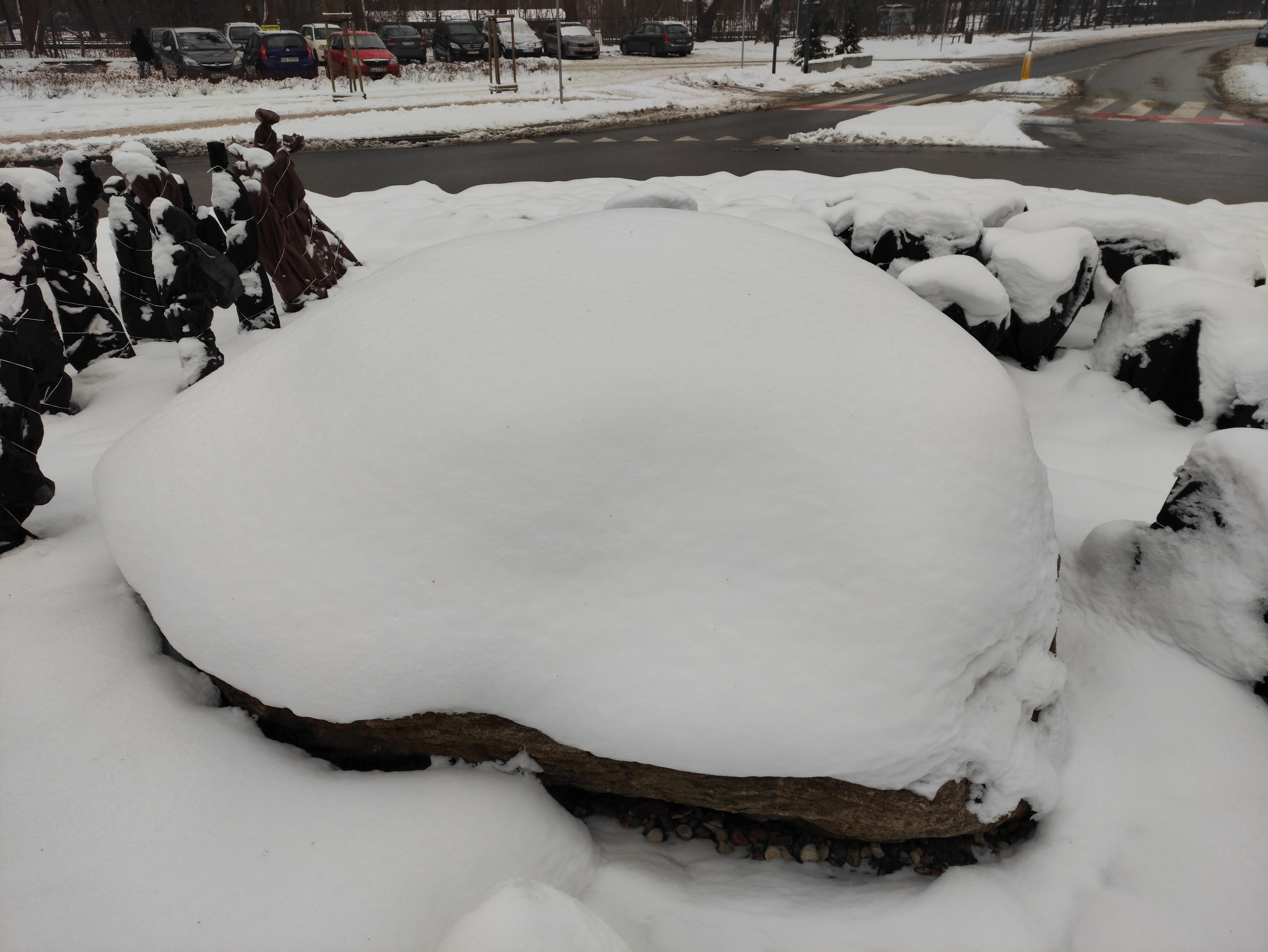